# Апорт
Апóрт (від фр. apporte — розподілювати) — майно, яке надходить до акціонерного товариства як оплата за акції. Апорт може бути представлений у вигляді товарів, будівель, які оцінюються і прирівнюються до визначеної суми грошового капіталу, внеску.